# 奧列涅戈爾斯克
68°09′N 33°17′E / 68.150°N 33.283°E
奧列涅戈爾斯克（羅馬化：Olenegorsk，直译：「鹿山城」）是俄羅斯摩爾曼斯克州中部的一個城市，位於摩爾曼斯克以南112公里。2002年人口25,166人。
始建於1916年的一個火車站，1949年附近開始開採鐵礦，1957年3月27日設市並改稱現名。

## 地理
奧列涅戈爾斯克位于北极圈内的科拉半岛上，州府摩爾曼斯克以南约110千米处。它处于巴倫支海与白海的分水岭上。
奧列涅戈爾斯克是一座州直辖市。
奧列涅戈爾斯克位于一条1917年开设的铁路上，这条铁路今天是所谓的“十月铁路”之一，是圣彼得堡至摩尔曼斯克铁路的一段。从这里有一条30千米长的支线通往蒙切戈爾斯克。俄罗斯M18公路公路从圣彼得堡通向北莫爾斯克经过奧列涅戈爾斯克。
奧列涅戈爾斯克以东數公里的奧列尼亞空軍基地的一架Tu-95轟炸機於1961年10月30日起飛，在新地岛的试验场地投下了世界上至今为止威力最高的氢弹——沙皇炸彈。其爆炸力相当于5000万吨黄色炸药。

## 历史
奧列涅戈爾斯克是1916年围绕着新建的铁路上的一个车站形成的。
1932年在城市附近发现了铁矿，从1949年开始该铁矿开始被开采，由此居民点迅速扩展，1957年3月27日奧列涅戈爾斯克正式成为城市。

### 人口发展
| 年     | 人口      |
| ------ | --------- |
| 1959年 | 12,100 *  |
| 1979年 | 27,400 *  |
| 1989年 | 35,600 *  |
| 2002年 | 25,166 ** |
| 2006年 | 23,100    |

注释：*人口普查数字（四舍五入）**人口普查数字

## 经济
除露天铁矿和矿石加工外市内还有机械制造和金属加工工业、建筑材料工业和食品工业。